# モバイルSuica
モバイルSuica（モバイルスイカ）は、東日本旅客鉄道（JR東日本）が提供する、「おサイフケータイ」対応の携帯電話及びApple Pay・Google Pay対応機種を含んだスマートフォンにおいて、同社が発行するIC乗車カードであるSuicaの機能を搭載したアプリケーションソフトウェアおよびそのサービスである。かつてはおサイフケータイ対応PHSに向けてもサービス提供が行われていた。
本項では、iOS版モバイルデバイス向けに提供している「Apple PayのSuica」、ならびにAndroid版モバイルデバイス向けに提供している「Google PayのSuica」など「モバイルデバイスにおけるSuicaサービス」についても記す。

## 概要
2006年1月28日にNTTドコモとau（KDDI、沖縄セルラー電話）の対応機種を初めにサービスを開始した。同年12月2日にSoftBank、2009年7月5日より旧ウィルコム（現・Y!mobile）のPHSでもサービスを開始した。
また、2011年7月23日に、NTTドコモとau、SoftBankのAndroid搭載のスマートフォンでもサービス開始した。2013年4月6日にはイー・モバイルのAndroid搭載のスマートフォンでもサービス開始した。
なお、これまでおサイフケータイ搭載のSIMフリー端末については長らく非対応の状態が続いていたが、2015年12月2日の定例社長会見において、昨今利用者数を増やしているこれらSIMフリー端末についても、12月中旬を目処に対応させることを正式に発表した。各キャリアのiOS端末については、2016年9月7日に行われたAppleのスペシャルイベントにおいて、10月下旬よりApple PayのSuicaの提供を開始することが発表されている（後述）。
2020年9月8日時点の現在の会員数は約1000万人である。2023年3月14日では会員数が2000万人を突破した。

## 基本機能
カード型のSuicaと同様に、Suicaに対応している自動改札機などを利用してJRや私鉄などの交通機関に乗車できる機能や、駅構内（駅ナカ）・街中（街ナカ）の店舗や自動販売機・コインロッカーでの支払いができるSuicaショッピングサービス機能がある。
モバイルSuicaでは、これに加えて、携帯電話の機能を利用したオンラインチャージ（入金）や利用履歴および残額の確認、定期券・新幹線特急券・Suicaグリーン券 の購入・利用などの機能が提供されており、カード型より機能が付加されている。

### 会員登録
モバイルSuicaを利用するためには、モバイルSuicaのアプリがインストール可能な携帯電話（スマートフォンまたはフィーチャーフォン）が必要である。対応機種でもモバイルSuicaがプリインストールされていない場合は、モバイルSuicaのウェブサイトから専用アプリをダウンロードできる。
モバイルSuicaには会員種別がある。
モバイルSuica（通常会員）
オンライン決済のためのクレジットカード登録を要する会員。2020年2月25日までは年額1,050円（税込）の年会費を支払う必要があったが（Apple PayのSuicaはサービス開始当初より無料）、翌2月26日以降は年会費が全面無料化された。決済用のクレジットカードは、本人認証サービス（3Dセキュア）に対応した、ビューカード・Visa・マスターカード・JCB・アメリカン・エキスプレス・ダイナースクラブ・JR東海エクスプレス・カードのいずれかが登録できる。デビットカード・プリペイドカードは原則登録不可だが、対応する各クレジットブランドのデビットカード・プリペイドカードであれば登録可能な場合がある。なお、同一のクレジットカードを複数のモバイルSuicaに登録することは出来ない。カード型Suicaはチャージに使用できるカードがビューカードに限定されるがそれと異なり、モバイルSuicaでは一般加盟店と同等の扱いとなる。
EASYモバイルSuica会員
クレジットカードの登録を行わない代わりに、SF決済にのみ対応する会員。年会費は当初より無料。利用前に現金や銀行でチャージする必要がある。
当初、紛失時の再発行は出来ず、記録を元に払い戻しになっていたが、通常会員の年会費が無料になって以降、PCの会員メニューサイト等を通じた再発行に対応するようになった。

### 乗車券としての利用
乗車券としては、カード形のSuicaと同様に対応する各鉄道・バス事業者で利用可能である。首都圏ICカード相互利用サービスおよび交通系ICカード全国相互利用サービスにも対応する。全国相互利用サービスで対応している新幹線関連サービスの一部（スマートEX、タッチでGo!新幹線など）にも対応する。
モバイルSuica独自の機能として、クレジット決済によるSuicaグリーン券 の購入が可能であり、モバイルSuica一台で対象となる普通列車グリーン車に乗車が可能となっている。ただし、モバイルSuicaでは、駅の券売機でSuicaグリーン券を購入することはできない。

### 定期券としての利用
カード形のSuicaと同様、モバイルSuicaに定期券機能（新幹線 定期券・グリーン定期券を含む）を搭載することもできる。通学定期券機能は当初は大学・専門学校生相当のみに限られ、高校生以下向けの通学定期券機能を搭載することはできなかったが、2023年3月18日に中学生・高校生相当の通学定期券の発売を開始。なお、小学生向けの通学定期券は引き続き発売しない他、JR東日本Suicaエリア路線（以降、便宜上「JR線」と表記する）を含まない定期券、および「他社線 - JR線 - 他社線」となる連絡定期券の機能を搭載することはできない（「JR線 - 他社線」 + 「他社線」というSuica2区間連絡定期券にすれば発券可能である場合がある）。
登録済み定期券の継続購入または単純な2駅間の通勤定期券（同一区間のグリーン定期券を含む）の新規購入に限りモバイルSuicaアプリ上から購入可能（Apple Pay版Suicaも同様）。それ以外の通勤定期券（グリーン車利用区間が定期券区間と一致しないグリーン定期券、2区間定期並びに経路の分岐する定期券）は専用フォームにて定期券情報を入力し、確認メールの指示に従って購入手続きを行う必要がある。また、通学定期券（FREXパル含む）の新規購入の場合は通学証明書等をモバイルSuicaサポートセンターへ郵送し、確認メールの指示に従って購入手続きを行う必要があったが、中学生・高校生向け通学定期券の取り扱い開始に合わせて、郵送に替えて通学証明書等をアプリで撮影しアップロードする方法で申し込む形となった。いずれの場合もクレジットカード決済となり、SF残高による決済は出来ない。
Suicaエリアとなっている東北・上越・北陸新幹線区間に並行し、新幹線停車駅が2駅以上含まれる在来線用のモバイルSuica定期券を所持している場合、当該区間の新幹線自由席に乗車することが出来る。この場合、特急料金は新幹線改札出場時にSFから差し引かれる。なお、SF残額が1000円未満の場合、新幹線改札に入場できない。
JR線のみのモバイルSuica定期券から、JR線とPASMO事業者にまたがるモバイルSuica連絡定期券へ切り替えることもできるが、モバイルSuicaでの利用はカード型Suicaと比べ販売範囲に一部制限があった。しかし2008年（平成20年）6月14日から駅で発売するカードタイプのSuica定期券と同じ範囲が購入できるようになった。
なお、新たに連絡定期券を発行可能となる区間については切り替え促進のため2008年（平成20年）7月31日までの期間限定で以下の取り扱いを行っていた。
- JR線のみのモバイルSuica定期券から、JR線とPASMO事業者にまたがるモバイルSuica連絡定期券への変更をモバイルSuicaアプリの定期券区間変更機能により実行する場合は、同機能実行中の選択操作により変更前のモバイルSuica定期券に対して無手数料・日割計算による払い戻しを適用。
- 区間変更の実行後にみどりの窓口、またはモバイルSuicaコールセンターへ払い戻し申し出証明書を請求の上、PASMO事業者の定期券払い戻し窓口へ提出することにより、同者の定期券に対して払い戻し申し出証明書発行申請日までの無手数料・日割計算による払い戻しを適用。

上記の期間以外は手数料を徴収して変更前のモバイルSuica定期券に対して旬単位計算、PASMO事業者の定期券に対して月単位計算による払い戻しを適用する。
なお、2021年3月13日から熱海駅または国府津駅を経由しJR東海エリアにまたがる、あるいは経由するSuica定期券、さらには東海道新幹線と在来線を乗り継ぐ場合のFREX定期券についてSuica定期券での発売を開始したが、モバイルSuicaにはこれらの定期券を搭載することはできない。

### 電子マネーとしての利用
モバイルSuicaはカード形のSuicaと同様、IC乗車カードのほか電子マネーとしても利用することができる。

### SF（電子マネー）利用履歴
| スマートフォン版使用履歴の一例。Ver.4aからは相互利用先の他事業者が*印とならず、アルファベット2つ記号表記となった。（JH＝JR北海道、SP＝札幌地下鉄、TP＝manacaエリア、JC＝JR東海、SU＝PiTaPaエリア、JW＝JR西日本、JS＝JR四国、AI＝あいの風とやま鉄道、KD＝高松琴平電気鉄道、JK＝JR九州、NR＝西日本鉄道、FC＝福岡市交通局、エリアによっては未対応駅も表示可能。） |  | スマートフォン版使用履歴の一例。Ver.4aからは相互利用先の他事業者が*印とならず、アルファベット2つ記号表記となった。（JH＝JR北海道、SP＝札幌地下鉄、TP＝manacaエリア、JC＝JR東海、SU＝PiTaPaエリア、JW＝JR西日本、JS＝JR四国、AI＝あいの風とやま鉄道、KD＝高松琴平電気鉄道、JK＝JR九州、NR＝西日本鉄道、FC＝福岡市交通局、エリアによっては未対応駅も表示可能。） |
| スマートフォン版使用履歴の一例。Ver.4aからは相互利用先の他事業者が*印とならず、アルファベット2つ記号表記となった。（JH＝JR北海道、SP＝札幌地下鉄、TP＝manacaエリア、JC＝JR東海、SU＝PiTaPaエリア、JW＝JR西日本、JS＝JR四国、AI＝あいの風とやま鉄道、KD＝高松琴平電気鉄道、JK＝JR九州、NR＝西日本鉄道、FC＝福岡市交通局、エリアによっては未対応駅も表示可能。） |  | |

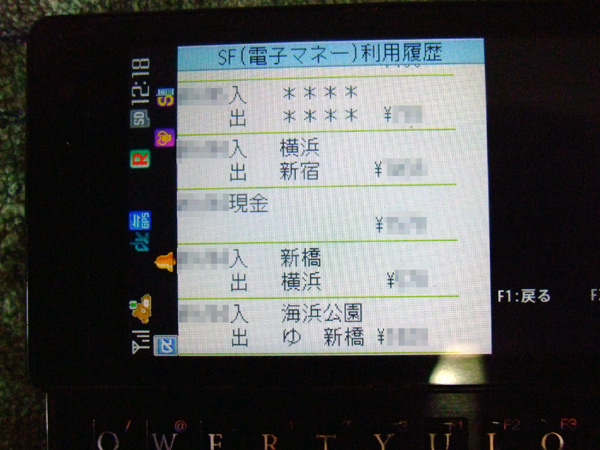
使用履歴の一例。一番下の「ゆ　新橋」は、ゆりかもめの新橋駅で下車したことを意味している。

モバイルSuicaは利用する携帯電話の形状による制約から、カード型のSuicaのように駅の券売機に挿入して利用履歴を表示または印字することはできない。ただし、現在は据置型の機器が一部の駅で設置されており、こちらではカード型のSuica同様にモバイルSuicaのチャージや利用履歴の表示・印刷が可能である。その他に、モバイルSuicaアプリから利用履歴を表示することが可能である。
モバイルSuicaアプリにおける利用履歴の表示には、IC領域の情報を表示する「SF（電子マネー）利用履歴」（オフラインのため圏外でも利用可）とセンターに記録されている情報を表示する「利用履歴表示」（ログインが必要）の2つがあり、26週以内の利用分のうち前者は直近の20件、後者は同50件までの利用履歴を表示できる。50件を超えた過去の利用履歴も、26週以内の分はパソコン版の会員サイトにより閲覧できる（なお、26週を経過した履歴の消去は毎週日曜日の早朝に行われるため、直後の日曜早朝までは残っている場合がある）。当初は各項目の金額はその都度の利用後の「残額（残高）」のみの表示に限られ利用金額は表示されていなかったが、のちに直前の利用履歴との差額により利用金額を表示するようになった。
利用履歴は、発行元であるJR東日本の有人改札窓口に申し出ても印字することはできない。必要な場合は、パソコン版のモバイルSuica会員サイトにログインして、利用履歴をPDFファイルで出力のうえ保存もしくは印刷するか一部の駅に設置されている据置型の機器を利用する必要がある。また、東京メトロ、JR北海道、JR東海、JR西日本、JR四国、JR九州、あいの風とやま鉄道など一部の相互利用先の事業者では改札窓口で申し出れば、履歴を印字してもらうことが可能である。また、JR西日本の一部の駅に2014年（平成26年）から設置されているチャージ時にICカードを読み取り部に置くタイプの券売機の場合は、モバイルSuicaも履歴印字が可能である。履歴印字は各事業者の基準で扱われるため、一部の区間は詳細な利用履歴が表示されないことがある。

## チャージ・乗車券類購入

### オートチャージ
2010年（平成22年）3月13日より、決済カードをビューカードとしたものに限ってオートチャージが利用可能になった。なお、オートチャージの設定はモバイルSuicaアプリで行う。

### 現金チャージ
カードタイプのSuicaに準じてコンビニの店舗・セブン銀行ATMやバス車内などでの現金によるチャージ（入金）ができる。
構造上、カードを挿入するタイプのチャージ機（券売機・精算機兼用タイプを含む）ではチャージを行うことが出来ない（#注意点を参照）。ただし、カードを挿入せずリーダーライターに直接置くタイプの機器がJR東日本・JR西日本・東京メトロなどで導入が進んでおり、このタイプの機器ではモバイルSuicaでも現金チャージが可能である。ただし、PASMO導入の事業者の駅に設置されている同様のタイプの機器は、PASMO側のモバイル対応が2020年（令和2年）になってからのため、モバイルSuicaをかざすとこのカードは使用できない旨のメッセージが表示されて使用できない場合がある。

### クレジットチャージ
モバイルSuicaのメニューから会員登録時に登録したクレジットカードによりチャージする方法で、1回のチャージ額は1,000円単位で1万円まで（500円のチャージも可）、チャージ上限は携帯電話機内の残額とあわせて2万円までである。午前2時から午前4時までの間はクレジットチャージできない。
また、多くのカード発行会社は、モバイルSuica利用分はプリペイドカードチャージと見做し、ポイント加算対象外取引となっている（ただし、モバイルSuica定期券・モバイルSuicaグリーン券・モバイルSuica特急券に関しては、「乗車券類購入」としてポイント加算対象外取引と見做さない場合もある）。JR東日本グループのビューカードの場合はJREポイントの加算対象である。
なお、「Suicaインターネットサービス」を利用してのモバイルSuicaへのチャージは不可。

### 銀行チャージ
銀行口座からの引き落とし（即時入金サービス）によるオンラインチャージサービスで、みずほ銀行・三菱UFJ銀行・auじぶん銀行のいずれかの口座を持ち、当該口座でモバイルバンキングを開設していれば。携帯電話からの操作で1,000円単位、1回につき最大1万円までSuicaへのチャージができる。このサービスは通常のモバイルSuicaサービスや上記のEASYモバイルSuica会員サービス両方で利用可能である。利用可能時間帯はクレジットチャージと同様で、各銀行のモバイルバンキングサービスが稼働していない時間帯には利用できない。
auじぶん銀行を除き、各行とも1回のチャージごとに手数料が発生する。手数料については各銀行毎に異なる。なお、三井住友銀行も銀行チャージに対応していたが、SMBCダイレクトのワンタイムパスワード必須化にあわせて、2016年8月末で、銀行口座からのチャージを終了した。

### 決済アプリ経由でのチャージ
スマートフォン上のGoogle Pay・楽天ペイ・au PAYの各決済アプリにSuicaの機能を追加することが可能で（Google Payについては後述）、それぞれの決済残高からチャージすることが出来る。
また、モバイルSuicaアプリがインストールされたAndroidスマートフォンでは、Google Pay・楽天ペイ・au PAY・Suitto（ローソン銀行）・J-Coin Pay（みずほ銀行）の各決済／送金アプリの残高からモバイルSuicaにチャージを行うことが出来る。

### モバイル*サンクスチャージ
2007年（平成19年）2月13日に開始された、ビューカードの利用で貯まったビューサンクスポイント（JRE POINTへ統合された）をモバイルSuicaにチャージできるサービスである。ビューカードのインターネットサービス「VIEW's NET」より申し込み、モバイルSuica登録済みの携帯電話で受け取る。申し込みから受け取り可能となるまで、およそ3日間必要である。ビューサンクスポイント400ポイント（1口）でモバイルSuicaに1,000円分チャージ可能である。2018年5月時点では、JR東日本のエリア外で、ビューサンクスポイントをSuicaに交換する唯一の方法であった。

### JRE POINT・Suicaポイントからのチャージ
Suica電子マネーの利用などで貯まったJRE POINTをモバイルSuicaにチャージできるサービスである。JRE POINTの会員サイトにあらかじめモバイルSuicaの情報を登録した上で、交換申し込みを行う。JRE POINT1ポイント＝1円としてチャージできる。なお、Suicaポイントは100ポイント以上10ポイント単位でチャージ可能であった。

### 乗車券類の購入
通信機能を使って、モバイルSuicaに搭載可能な定期乗車券・普通列車グリーン券・新幹線特急券を購入することができる。決済は会員登録時のクレジットカードで行い、ストアードフェアによる決済はできない。

## EASYモバイルSuica
現金チャージなどにより乗車カードに運賃を貯めておく、SF（ストアードフェア）機能だけで、クレジットカード登録不要の簡易型サービス。小学生を除く12歳以上であれば利用できる。
クレジットカード情報を登録しないため、チャージ方法は「現金チャージ」「銀行チャージ」「JRE POINT・Suicaポイントからのチャージ」に限られるほか、以下の機能制限がある。
- Suica定期券・モバイルSuica特急券・EX-ICサービスは利用できない。
- Suicaグリーン券（JRE POINTからの交換を含む）は購入できない。ただし、グリーン券や、グリーン券情報を記録したカードタイプのSuicaとの併用はできる。

なお、クレジットカード（VISAまたはJCBデビットカードを含む）の情報を登録すると、通常会員のモバイルSuicaに切り替えることができる（通常会員からEASYモバイルSuicaへの切り替えは不可）。また、Suicaポイントクラブに入会していた場合、Suicaポイントクラブのサイトでも移行手続をしておく必要がある（移行していない場合、ポイントサイトからのポイント移行においてエラーになる場合がある）。
2007年（平成19年）6月1日から開始されている「Suicaポイントクラブ」はEASYモバイルSuicaでも登録可能。また2010年（平成22年）3月13日からは、事前の手続きにより、EASYモバイルSuicaのみでの登録でも、提携企業とのポイント交換が可能になった。
2006年（平成18年）12月31日まではEASYモバイルSuica会員になると100円分のSFマネーが受け取れる「EASYプレゼントキャンペーン」が展開されていた。

## 新幹線のチケットレスサービス

### モバイルSuica特急券

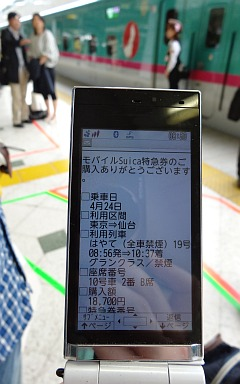
購入内容のご案内（Eメール）

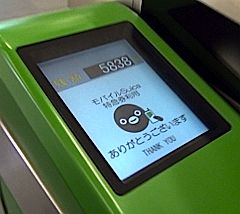
自動改札機通過時の表示

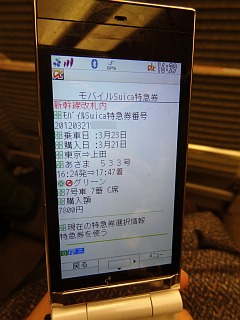
モバイルSuica特急券（改札内）

2008年（平成20年）3月15日よりJR東日本が運行する新幹線 の特急券をモバイルSuica上で予約・購入して、チケットレスで乗車することができるサービスが始まった。
モバイルSuicaの会員は、モバイルSuicaアプリからあらかじめ携帯電話で「モバイルSuica特急券」の購入・引き取り（モバイルSuicaにきっぷの情報を記録）を行うことで、新幹線 に、自動改札機にタッチするだけでチケットレスで乗車できる。タッチする場所はSuicaエリア内は「Suicaをふれてください」、Suicaエリア外は「モバイルSuica特急券をふれてください」と書かれている。
モバイルSuica特急券は普通車用・グリーン車用・グランクラス用のいずれも設定がある。料金（乗車券と特急券の合計額）は10円単位で設定されている。また、東北新幹線のはやぶさおよびこまちは、きっぷでは加算料金の設定があるが、モバイルSuicaでははやて・やまびこなどと同額に設定されている。2列車の乗り継ぎ乗車にも対応している（宇都宮発 - 仙台乗り継ぎ - 新青森行き等）。ただし、3つ以上の列車を乗り継ぐ必要がある場合や、乗り継ぎ駅で方向が変わる区間（仙台 - 大宮乗り継ぎ - 新潟など）の購入はできない。なお、2列車を乗り継ぐ場合は同じ座席種別である必要があり、「普通車 - グリーン車」といった乗り継ぎには対応しない（ただしグランクラスは、もう一方の列車のグリーン車との乗り継ぎが可能）。
普通車用は指定席でも自由席でも料金は同額である。「乗車区間が乗車駅からその隣接駅まで」「列車・座席の指定をしない（または満席でできない）」場合はいずれも自由席を利用する。新幹線停車駅相互間では現行の自由席の価格より安価に設定されている。例えば、東京-仙台までの運賃を含んだ額だと、普通車指定席11,090円、普通車自由席10,560円、モバイルSuica特急券（普通車用）10,150円である。また閑散期・通常期・繁忙期にかかわらず年間を通して同額で、繁忙期の利用制限もない。
ただし、普通車自由席の新幹線特急料金が特定特急料金である区間（隣の駅まで等）では、きっぷと比べて割引額が小さく、きっぷと同額の区間もある。グリーン車用も同様にきっぷと比べて割引額が小さく、無割引の区間もある。また、はやぶさ・こまち・かがやきなどの全車指定席の列車では指定席が満席の際には立席特急券が発売されることがあるが、モバイルSuica特急券では立席特急券を取り扱わない。
また区間・列車・発売枚数が限られるが、通常のモバイルSuica特急券よりもさらに割引率の高い「スーパーモバイルSuica特急券」も一部の区間で発売されている。こちらは列車の乗り継ぎができない他、購入後の変更は一切できず、払い戻しする場合も通常のモバイルSuica特急券の払い戻し手数料は原則320円なのに対してスーパーモバイルSuica特急券については割引率に応じた手数料が発生する。
モバイルSuica特急券は、取り扱い上特別企画乗車券の一つと見なされるため、新幹線駅で乗車券部分も打ち切られ、乗車距離に関わらず特定都区市内に関わる規定が適用されない。このため、在来線と新幹線を乗り継ぐ場合には在来線区間の運賃が別途発生し、新幹線停車駅以外の特定都区市内発着の場合は通常の切符を購入した方が安くなるケースもある。
- 例1 - 東京-仙台間のモバイルSuica特急券を購入して、蒲田駅からモバイルSuicaで入場した場合
東京駅で新幹線乗換改札を通過する際に、蒲田-東京間のIC運賃220円が徴収される。複数のSuicaを同時利用できないため、モバイルSuica特急券を購入したモバイルSuicaとは別のSuicaで入場した場合は、新幹線乗換改札を通過できず、一度在来線改札から出場し、モバイルSuica特急券を購入したモバイルSuicaで入場しなおす必要がある。なお、東京駅までの磁気定期券やきっぷを買って入場した場合は、東京駅の新幹線乗換改札機にきっぷ等を投入後、モバイルSuica特急券をタッチすることで通過できる。
- 例2 - 東京 - 北上間のモバイルSuica特急券を購入して、そのまま横手まで乗車する場合
別途北上-横手間の切符（1170円）を事前購入し、北上駅の乗換改札機にて在来線側のきっぷを投入後、モバイルSuicaをタッチする必要がある。公式サイトにあるデジタルパンフレットに掲出されている 事例。

なお新幹線の停車駅でも、改札外から直接新幹線改札を通過（入出場）する場合、または新幹線停車駅に有効なモバイルSuica定期券が搭載されている場合を除き、当該駅からの在来線の最低IC運賃以上のSF残額がないと窓口での処理が必要である。
また、モバイルSuica特急券を取扱う新幹線各駅で在来線改札を通過する場合、自動改札機設置箇所ではそのままタッチして通過できるが、Suicaエリア外の新幹線駅で自動化されていない改札口では駅係員に申し出て通過する。
モバイルSuica特急券で予約した列車の変更は、その列車の出発前であれば手数料なしで何度でもできる。カード決済処理は、「新規購入決済→無手数料による全額払戻」という手順で行われる。また、決済にデビットカードを使用している場合、同カードの「後日のバッチ処理でない限りは即時決済」という特性から、変更のつど払い戻しおよび新規購入の決済が行われるため、一時的に口座残高が目減りする。予約の取り消し（払い戻し）はその列車の出発前であれば320円の手数料で可能である。なお2015年（平成27年）3月14日に開業した北陸新幹線長野－金沢間は、JR西日本管轄となる上越妙高以西についてもモバイルSuica特急券が導入された。JR西日本管轄区間のみのモバイルSuica特急券も発売する。JR東日本以外でモバイルSuica特急券が利用できる初のケースとなった 。また、2016年（平成28年）3月26日に開業した北海道新幹線新青森－新函館北斗間でもモバイルSuica特急券の利用が可能となった。JR北海道管轄区間のみのモバイルSuica特急券も発売されている。
2020年3月14日開始の「新幹線eチケットサービス」（モバイルSuicaだけではなく、交通系ICカード全般にサービスを拡充）にサービスが移行され、「モバイルSuica特急券」としてのサービスは2020年3月13日をもってサービスを終了した。

### EX-ICサービス
2008年（平成20年）3月29日にTOICAがSuica・ICOCAとの相互利用を開始したのにあわせて、JR東海では東海道新幹線の乗車券・特急券を携帯電話などで予約・購入してチケットレスで乗車することができる「EX-ICサービス」を開始した。モバイルSuicaでもこのサービスが利用できる。なお、JR西日本が運行する山陽新幹線では、2009年（平成21年）8月29日にEX-ICサービスが導入され、東海道・山陽新幹線全線（東京-博多間）での利用が可能になった。
自動改札機にタッチするだけでチケットレスで乗車できる。EX-ICサービスではモバイルSuicaにきっぷの情報は記録されず、（EX-IC利用分については）SF残額の引き去りなども行われない。タッチ時にサーバーと予約情報の照合を行う。この場合、モバイルSuicaがEX-ICカードの役目を果たすので、EX-ICカードを所持しなくても良い。
このサービスの開始により、例えば首都圏の在来線対応駅（Suica・PASMOエリア）から、東海道・山陽新幹線を経由して、東海地区（TOICA・manacaエリア）、西日本地区（ICOCA・PiTaPaエリア）または九州地区（SUGOCAエリアの一部）の在来線対応駅まで、一台の携帯電話で乗り継ぎ利用できるようになった。
利用にあたってはJR東海が提供する「エクスプレス予約」への会員登録が必要である。
登録方法は、以下の2つの方法がある。
- ビューカード決済で「ビュー・エクスプレス特約」として登録
- すでに「JR東海エクスプレス・カード」、「J-WESTカード（エクスプレス）」の会員あるいはプラスEX会員としてエクスプレス予約を利用している場合、モバイルSuicaの追加登録

「ビュー・エクスプレス特約」でのEX-ICサービスはモバイルSuicaでの利用に限られる。特約申し込み後、1週間ほどでJR東海からEX-ICカード（2021年3月5日までは「エクスプレス予約会員証」）などが送付される。その後にモバイルSuicaから利用登録すればパソコンや携帯電話からも「エクスプレス予約」のすべてのサービスが利用できる。なお同特約で利用する場合は別途、エクスプレス予約の年会費として1,100円が必要である。
EX-ICカード等と併用できるが、モバイルSuicaと同時に利用（携帯電話とEX-ICカードを重ねてタッチしたり、入場時と出場時で異なる媒体を使用）することはできない。
なお、JR東日本が運行する新幹線、博多南線と九州新幹線はエクスプレス予約のサービス対象外である（九州新幹線は2022年春以降の対応を予定している）。

### モバイルSuica特急券とEX-ICサービス間の乗り継ぎ
東京駅の中央乗換口と南乗換口で、東海道新幹線と東北新幹線を直接乗り継ぐ乗り換え改札ではモバイルSuica及びEX-ICカードは利用することができないため、携帯電話機でモバイルSuica特急券とEX-ICサービスを続けて利用するには、一旦在来線乗り換え改札口へ出場後、改めて新幹線改札機から入場する必要がある。この場合、在来線乗り換え改札口で一旦初乗り相当のSF残額が必要となる（東京駅が区間に含まれるモバイルSuica定期券が搭載されている場合を除く）。
東海道・山陽新幹線（EX-ICサービス）から、東北・山形・秋田・北海道・上越・北陸の各新幹線（モバイルSuica特急券）へ乗り継ぐ場合、東海道・山陽新幹線の改札通過前にモバイルSuica特急券の受取り（ダウンロード）操作を行うと、東海道・山陽新幹線改札通過後にはモバイルSuica特急券の列車変更や払い戻しができない。

## モバイルSuica非対応の機種
携帯電話、PHS、Android端末やiPhoneのうち、おサイフケータイまたはFeliCaが搭載されSuica以外の電子マネー等が利用可能な機種であっても、一部にモバイルSuicaが利用できない機種が存在する。これは、JR東日本がモバイルSuicaの提供条件として、自動改札機での通過性能基準を設けており、試験を通過する事により初めて提供および利用可能となるためである。よって、基準を満たさない一部の機種はモバイルSuicaに非対応であり、モバイルSuicaアプリのダウンロードそのものができない。
携帯電話メーカー各社が今後発売されるFeliCa搭載機種の性能試験を行えるよう、JR東日本は出札機器部門担当の子会社であるジェイアール東日本メカトロニクスの実験環境を貸し出している。

### 旧機種のサポート終了
また2016年（平成28年）8月24日以降、暗号化通信で使用されるサーバ証明書の切替が必須となるため「SHA-2」および「TLS1.0以上」に対応していないフィーチャーフォン、全PHSおよびスマートフォンの機種は、モバイルSuicaが利用できなくなった。
その他、下記の表に従い全フィーチャーフォンおよびAndroidスマートフォンの一部の機種で、新規会員登録と、ログインを要する各種サービスの提供が終了となる予定である。
|                                    | サポート終了                     |
| ---------------------------------- | -------------------------------- |
| フィーチャーフォン Androidケータイ | 2020年2月26日以降                |
| フィーチャーフォン Androidケータイ | （一部機種は2020年12月23日以降） |
| Android 4.4およびそれ以前のもの    | 2020年12月23日以降               |
| Android 4.4およびそれ以前のもの    | （一部機種は2021年3月以降）      |
| Android 5.0のもの                  | 2020年12月23日以降               |
| Android 5.0のもの                  | （一部機種は2021年3月以降）      |

モバイルSuica対応機種は、モバイルSuicaの公式ウェブサイト を確認のこと。

## 宣伝・タイアップ
サービス開始前後の時期は、NTTドコモ・au・ソフトバンクモバイル・JR東日本が独自にテレビCMやポスター広告を展開し、それぞれのイメージとキャラクターを併用することで、モバイルSuicaだけでなく携帯電話の販売促進を含めて、宣伝効果を最大限に活用する方策を取った。
当初はサービスイン後1年で100万件の会員獲得が目標だったが、設定方法の煩雑さもあり100万件達成は2年3か月後の2008年（平成20年）4月だった。それと共に、みどりの窓口の混雑緩和策としてモバイルSuicaをアピールする必要性にも迫られ、JR東日本独自のCM等による積極的な宣伝・キャンペーンを行う方針に転換した。
- モバイルSuica共通のキャンペーンソングとして、松任谷由実の「虹の下のどしゃ降りで」が使用されている（現在NTTドコモのCMでは未使用）。
- 当初はauのテレビCMやポスターにのみペンギンが出演していたが、現在ではNTTドコモのCM・ポスターにもペンギンが登場している。
- JR東日本のCM「少しだけホームシック篇」では、登場する携帯電話の違いからauバージョンとNTTドコモバージョンが存在する。
- 2006年（平成18年）10月のサービス拡大時に「いつかえる? モバイルSuicaに」というキャッチフレーズの使用を開始した。その後、2007年（平成19年）2月のPASMOとの相互利用開始直前に「モ〜かえた? モバイルSuicaに」というキャッチフレーズに変更されている。携帯電話アプリケーションを使用したモバイルSuica同様のサービスの展開は、PASMO側では2020年（令和2年）3月まで実現されなかったため、同カードエリア内でも使用できることを強調して入会促進キャンペーンを展開した。
- 2006年（平成18年）12月からサービス展開を始めたSoftBankではテレビCMは放映されなかったが、「予想GUY」などの強烈なCMキャラクターがいるため、ペンギンとの共演でポスターが掲出された。

## Apple PayのSuica

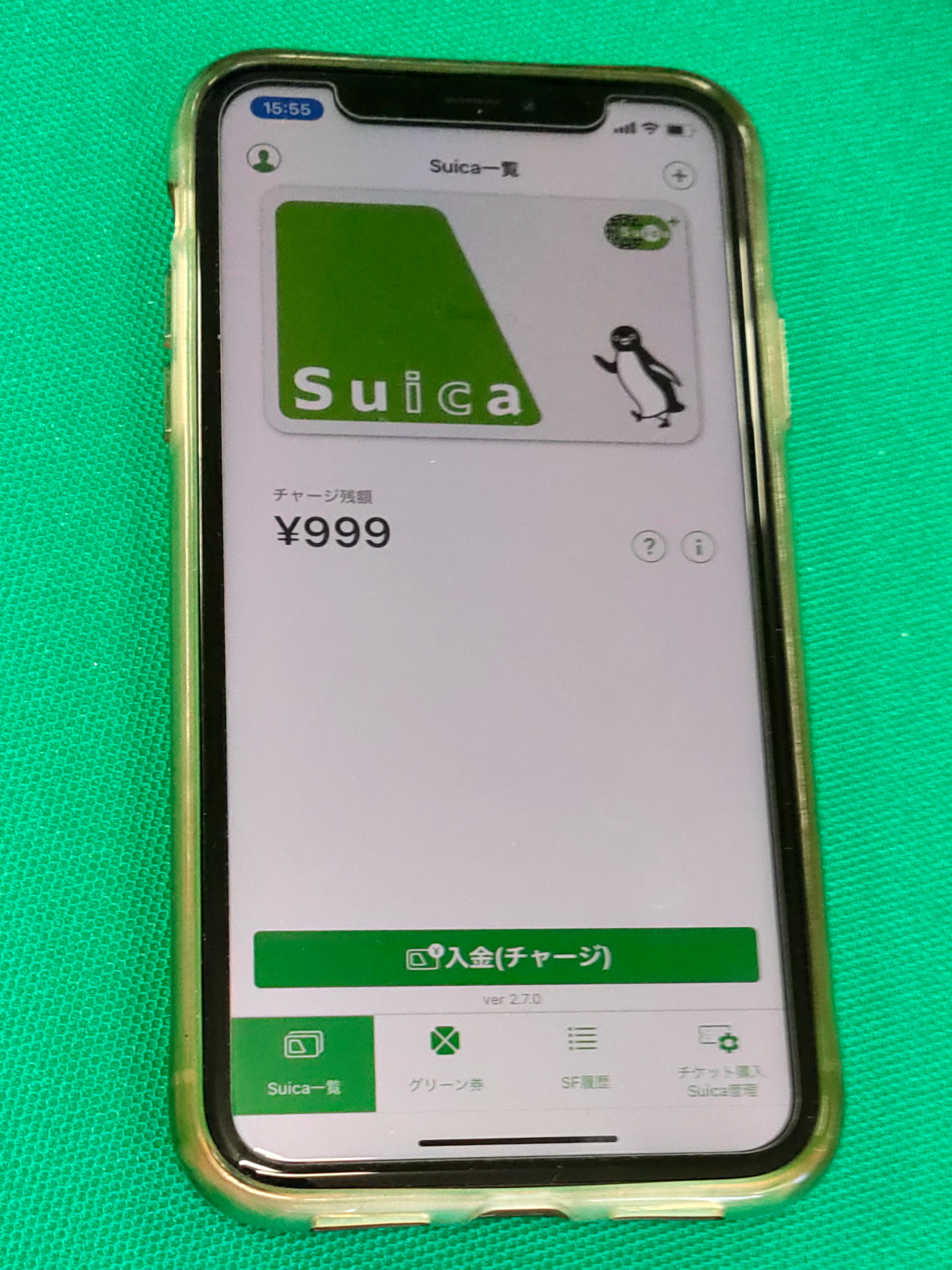
Suicaアプリ

AppleのiOS搭載スマートフォンであるiPhoneについては、従来はiPhoneにはおサイフケータイ対応のFeliCaモジュールが搭載されていなかったため、モバイルSuicaには非対応だった。2016年9月7日（PST）に行われたApple Special Eventにおいて、最新機種となる「iPhone 7」「iPhone 7 Plus」と、スマートウォッチであるApple Watchの最新機種「Apple Watch Series 2」のうち、共に日本だけで販売される端末（2016年9月16日発売）にFelicaにも対応したリーダライタモジュールを搭載したうえで、モバイルSuicaのシステムをApple Payの仕様に対応するように改良することで、Suicaが搭載可能になることを発表、2016年10月25日に提供されたiOS 10.1のアップデートでサービス開始した。なお、iPhone 7以降に販売されたiPhone 8/8 Plus/iPhone X以降、ならびにApple Watch Series 3以降は、世界で販売されている端末にもFelicaにも対応した汎用リーダライタモジュールが搭載されている。
設定方法はAndroid版と大きく異なり、まず各端末でSuicaアプリをダウンロードし、モバイルSuica会員登録（新規登録の場合）を行った上で、Apple Payの設定アプリ「Wallet」の起動中に別途用意したカード型のSuica（Suica定期券を含む）に端末を重ねると、Apple PayのアプリケーションがSuicaの残額や定期券の情報を読み取り、カード型Suicaの代替として使用できるようになる、というものである。情報を読み取った後のSuicaカードは、一切使用が出来なくなる。カードのデポジット500円分は、読み取り時にチャージ残額へ上乗せして返却されているため、駅窓口に返納する必要はなく、自身で処分することができる（ICチップが壊れているわけではないため、ハサミを入れてから処分することが望ましい）。または既存のAndroid端末からのモバイルSuica引き継ぎも可能である。
読み取りに用いるSuicaは、Suica（無記名）、My Suica（記名式）、Suica定期券の3種類が使用可能であり（子供用Suica、及び通学定期券を搭載したSuicaは読み取り不可）、複数のSuicaを登録することができる（使用時に切り替える必要がある）。Apple Payには、自動改札機でのスムーズな通過を念頭に、使用時ごとの認証を省略できる「エクスプレス」認証モードが用意されている（対象となるSuica1種類のみを設定することが可能、随時変更可）が、「エクスプレス」認証を使用しなくても自動改札を通過することは出来る（ただし、改札通過毎にWalletアプリを開き、改札に通すSuicaを表示の上認証（Touch IDもしくはFace IDまたはパスコード）を行う必要がある）。
チャージや定期券の更新は、Suicaアプリで登録したクレジットカードまたはApple Pay（Walletアプリ）によるクレジットカード・プリペイドカードでの決済となり、登録クレジットカードをVIEWカードにすることでオートチャージを利用することも出来る。また My SuicaとSuica定期券のみ、クレジットカード登録のメニュー項目からのデビットカードの登録も可能である。但し、銀行チャージやキャリア決済チャージにはには対応しておらず、Suica（無記名）では、デビットカードの登録にも対応しない。現金チャージについては、スマートフォン対応のSuicaチャージ機にて対応している。無記名式Suica扱いとなる場合は紛失時などの払い戻しができない。なお、Apple Accountの仕様の関係上、利用者が13歳未満の場合はApple PayのSuica通学定期券を搭載することが出来ない。
このように、iOSで提供されるSuicaサービスは厳密には「モバイルSuica」とは異なるものとなる。リリース発表時点ではサービスの詳細について明らかになっておらず、JR東日本ではiPhoneに搭載されるApple Pay対応版のSuicaについて「既存のモバイルSuicaで提供しているサービスが使えるようになる」と説明していた。サービス開始後は、Suicaアプリ経由で定期券やSuicaグリーン券・モバイルSuica特急券の購入・利用が可能 なほか、2017年10月23日からは東海道・山陽新幹線のEX-ICサービスの利用が可能となった。これらのサービスの中には、フィーチャーフォン版・Android版では、年会費を要するものも含まれるが、Apple Pay版Suicaでは年会費が不要である。
iPhone 7以降では、メルカリのスマホ決済サービス『メルペイ』経由で、チャージする事が可能。

### Mizuho Suica
2018年8月1日よりみずほ銀行とJR東日本から「Mizuho Suica」が提供されている。Apple Payのほか、みずほ銀行の口座からの残高チャージが可能。基本的にはiOS向けのSuicaと同等のサービスではあるが、定期券や特急券の利用など一部サービスの利用に制限がある。提供当時はJRE POINTを貯めることができなかったが、2019年9月26日に貯めることができるようになった。ただし、JRE POINTからMizuho Suicaへのポイントチャージはできない。

## Google PayのSuica
2018年5月24日、JR東日本はSuicaがGoogleの提供するモバイル決済サービス「Google Pay」に同日から対応したことを発表した。おサイフケータイ機能を搭載した、Android 5.0以降の端末が必須である。（なお、前述「モバイルSuica非対応の機種」も参照）
Google Payのアプリ上で新たなSuicaアカウントを発行し（Apple PayのSuicaと異なり既存のカード型Suicaを使用しない）、カード型と同様に乗車カードや電子マネーとしての利用が可能となる。また、Google Payのアプリ上でチャージや残高確認などが可能となる。
1台のAndroid スマートフォンに発行できるSuicaは1枚のみ。チャージにはGoogleアカウントに登録したプリペイドカード、デビットカード、クレジットカードが利用可能で、店頭・券売機での現金でのチャージにも対応する。銀行チャージには対応しない。SuicaにGoogle Payからのチャージ（=Googleアカウント経由でのチャージ）が可能となる。
モバイルSuicaアプリの併用も可能である。同一のAndroid スマートフォン上のモバイルSuicaとGoogle Payで使用するSuicaは同一のものである。同アプリにより、Google Pay ではできないSuicaに対する色々な手続きが可能となる（ただし、登録がモバイルSuica会員かEASYモバイルSuica会員かによって可能な手続きは異なる）。
Google Payで登録した場合、モバイルSuicaアプリでモバイルSuica会員またはEASYモバイルSuica会員として登録しない限りは、Suica定期券や、Suicaグリーン券、モバイルSuica特急券の購入・利用はできず（モバイルSuica内の定期券の決済にGoogle Payを使用することは可能）、エクスプレス予約（EX-ICサービス）にも対応しない。また、JRE POINT・Suicaポケットの受取りやネット決済の支払いにも対応しない（ただし、Google Pay版Suica単体でJRE POINTを貯めることはできる）。また、無記名式モバイルSuica扱いとなるため紛失時などの払い戻しができない。

## 注意点

### 全般
- 基本的に現金を介した利用を想定していないこともあり、多くの自動券売機や自動精算機では構造的にモバイルSuicaに対応していない。そのため、モバイルSuica端末のSFを利用してのきっぷ類の購入や、そのSFに対するチャージはできない場合が多い。また、一部の交通系ICカード導入事業者では有人改札の処理機も構造上モバイルSuicaに対応しておらず、窓口での処理ができないものもある。このため、出場駅で残高不足となり、かつオートチャージが動作しない状況、または現金チャージもクレジットチャージもできない状況[注 20] の場合には、全乗車区間の運賃を現金等で改めて支払い[注 21]、さらにモバイルSuicaの処理ができる有人改札で入場取り消しの処理を受ける必要がある[注 22]。これらのことから、JR東日本でも「現金での入金（チャージ）によりご利用の場合は、Suicaカードの方が便利です」[注 23] と案内している[41]。
- スマートフォン等の機種変更・修理の際は、ユーザ自身でデータ移行を行い、あるいは有料サポート等を依頼する必要がある（おサイフケータイ対応の各種電子マネーと同様）。
- モバイルSuicaはスマートフォン等の電源を切っていたり、電池切れにより本体機能が使用ができなくても、バッテリーがわずかでも残っていれば改札機における通信は可能である。しかし電池を完全に消耗するか、それ以前でもICカードをロックしたまま電源を入れられない状態になると電池を交換・充電するまで利用できなくなる。
- スマートフォン等のアプリ用メモリ領域とは別に、モバイルFelicaチップにもアプリケーション容量がある。本体メモリのアプリ領域にまだ余裕があっても、EdyやiDなどの電子マネーやポイントカード関係のFeliCaアプリケーションがインストールされている状態で、モバイルSuicaのアプリをインストールしようとすると、モバイルFeliCaチップのアプリケーション容量不足のためインストールできない場合がある。フィーチャーフォン時代によく見られた。
  - NTTドコモでは、自社が展開するiDやDCMXの今後の進展を見込んで、903iシリーズからそれらとモバイルSuicaが共存できるよう携帯電話本体のメモリを増やすとともに、アプリケーション容量を拡大した第2世代のモバイルFeliCaチップを搭載した。
  - auのau ケータイクーポン対応機も903iシリーズと同じ大容量のFeliCaチップを搭載した。
  - ソフトバンクでは2008年（平成20年）夏モデルの一部機種からドコモ・auと同じ従来比3倍となる第2世代のモバイルFeliCaチップを搭載した。2008年（平成20年）夏モデルでも機種によっては従来の第1世代モバイルFeliCaチップを搭載しているものもある。
- スマートフォン等を、何らかの原因で初期化しなければならなくなった場合でも、モバイルSuicaのFeliCa領域までは初期化されない。FeliCa領域の初期化は、各キャリアのショップにて店員に一時預けて初期化作業をする必要があり、スマートフォンの売却、譲渡時などに、注意が必要である。

### 各携帯電話会社ごと（フィーチャーフォン世代）

#### NTTドコモ
- モバイルSuicaの初期設定に必要な「モバイルSuica登録用iアプリ（旧名称: 鉄道・バス設定アプリ）」が、機種により削除できない場合がある。削除するためには、ドコモショップでFeliCa領域初期化を行う必要があるが、同時に他のICアプリも削除される。
- 機種変更時にiCお引っこしサービス（2013年サービス終了）は利用できなかった。あらかじめアプリ上で機種変更手続きを行って、アプリを削除しておく必要があった。

#### au
- モバイルSuicaアプリをインストールする時に、FeliCa領域が分割されて約82パケット通信する。この時の通信料は定額サービスの上限の対象にならない。
- インストール時にSuica専用領域（エリア1、137ブロック）が作成される。モバイルSuicaを退会してアプリを消去してもFelicaチップ上に専用領域が残るため、auショップなどでFelicaチップのメモリをクリアする必要がある。この際に他のアプリ（エリア0）のアプリ、登録情報も消去される。
- 機種変更時には、モバイルSuicaアプリ上で機種変更手続を行なったうえでモバイルSuicaアプリを消去しておかないと、auショップでのEZ FeliCaデータ一括移行サービスを受けられない。

#### SoftBank
- モバイルSuicaアプリのインストール時にFelica領域に「エリアB（137ブロック）」の領域が作成され（既存の領域は「エリアA」）、同アプリはこのエリアを使用する。「エリアB」領域の削除を行うと、エリアAのアプリ、登録情報も消去される。

#### Y!mobile
- 旧ウィルコム（現・Y!mobile）では銀行チャージ及び時刻乗換案内は当面非対応である。なお、エクスプレス予約については2009年（平成21年）12月5日に開始され、EX-IC予約も2010年（平成22年）2月14日より開始している。
- 旧イー・モバイル（現・Y!mobile）では2013年（平成25年）11月現在、GL07S利用時については、東北新幹線新花巻駅・山形新幹線高畠駅・秋田新幹線田沢湖駅はサービスエリア外となっている。これらの駅でモバイルSuica特急券の購入や受取り等の操作を行う際には、公式には、駅でWi-Fi設定を行うことで改札口付近のみで利用できるようになるとしている。ただし、同年7月に行われたアップデートによってSoftBank 3Gの2.1GHz帯ネットワークが利用できるようになったため、実質的には解消されている（なお、EMOBILE 4G-S端末であり、かつイー・アクセス網を一切使わないEM01Fについては、全く問題ないとしている）。

#### SIMフリー端末
- JR東日本は、2015年12月中旬を目処にモバイルSuicaを対応させる予定としているが、MVNOで契約している場合、docomoやauなどが行っているFeliCa移行サービスは受けられず、全ての作業をユーザー自身が行う必要がある。

## クレジットカードの不正使用
クレジットカードでのネットショッピングなどでは通常、名義人・カード番号・有効期限・セキュリティコードなどを照会する。モバイルSuicaシステムではカード番号と有効期限の2つしか照会しておらず、モバイルSuica会員とクレジットカード会員の名義の確認も行っていなかった。このためカード番号と有効期限を何らかの方法で視認すれば、他人のカードで会員登録が可能であり、実際にこの不備を悪用して会員登録した第三者がクレジットでチャージを繰り返した。
被害はカード65枚分でおよそ1000万円としており、最も多い額では1日で30万円を使ったケースもあった。2007年（平成19年）11月にこの事件が報道され、JR東日本は警察に被害届を提出するとともに、セキュリティ体制の確保、1日あたりのチャージ上限を4万円とするなどの対策を取った。またクレジットカードは複数のモバイルSuica会員の決済に使用できない措置をとったため、すでにモバイルSuica会員であれば同様の被害は起きないという。

## 沿革
- 2006年（平成18年）
  - 1月28日 - NTTドコモとau（KDDI、沖縄セルラー電話）の対応機種でサービスを開始。
  - 12月2日 - SoftBankの対応機種でサービス開始。
- 2007年（平成19年）
  - 3月18日 - 私鉄・地下鉄(PASMO事業者)との連絡定期券、新幹線定期券(FREX 定期券・FREX パル定期券)のサービス開始[43]。
- 2008年（平成20年）
  - 3月1日 - ディズニー・モバイルの対応機種でサービス開始[44]。
  - 3月15日 - モバイル Suica 特急券のサービス開始[17]。
  - 3月29日 -JR東海が東海道新幹線で提供する「EX-ICサービス」の利用開始。
- 2009年（平成21年）
  - 7月5日 - ウィルコムの対応機種でサービス開始[1]。
- 2010年（平成22年）
  - 2月14日 - ウィルコムの対応機種でEX-ICサービスの利用開始[45]。
  - 2月22日 - じぶん銀行からのチャージサービス開始[46]。
  - 3月10日 - オートチャージサービス開始[11]。
- 2011年（平成23年）
  - 7月23日 - NTTドコモとau、SoftBankのAndroid搭載のスマートフォンの対応機種でサービス開始[2]。
- 2014年（平成26年）
  - 3月9日 - NTTドコモ「ドコモ ケータイ払い」、KDDI/沖縄セルラー電話「auかんたん決済」、SoftBank[47]「ソフトバンクまとめて支払い」により、キャリア料金による決済を開始。
- 2015年（平成27年）
  - 3月13日 - 北陸新幹線区間におけるサービス開始[48]。
- 2016年（平成28年）
  - 3月26日 - 北海道新幹線区間におけるサービス開始。
  - 10月25日 - iPhone 7・iPhone 7 PlusのApple Payにてサービス開始。
- 2018年（平成30年）
  - 1月22日 - auフィーチャーフォンでのサービス終了[49]。
  - 5月24日 - Google Payに対応開始。
  - 5月27日 - EASYモバイルSuicaで対応していたキャリア決済によるチャージを終了。
  - 8月1日 - iPhoneでのMizuho Suicaのサービスを開始。
- 2020年（令和2年）
  - 5月25日 - Androidでの楽天ペイアプリにおけるSuicaのサービスを開始[50]。
- 2022年（令和4年）
  - 3月12日 - 一部の周遊型特別企画乗車券を搭載できるサービスを開始。対象は「のんびりホリデーSuicaパス」[注 24]、「都区内パス」、「東京フリーきっぷ」、「ヨコハマ・みなとみらいパス」[51]。
  - 3月15日 - ローソン銀行と協業して、専用アプリを通して、同銀行や地方銀行など10行の銀行口座からチャージができるサービスを開始[52]。
  - 3月22日 - Androidでのau PAYアプリとモバイルSuicaの連携を開始[53]。
  - 7月20日 - みずほ銀行との協業により、J-Coin PayアプリとモバイルSuicaの連携を開始[54]。
- 2023年（令和5年）
  - 6月26日 - iPhoneでの楽天ペイアプリとモバイルSuicaの連携を開始[55]。
- 2024年（令和6年）
  - 2月13日 - Androidでのd払いアプリとモバイルSuicaの連携を開始[56]。
- 2025年（令和7年）
  - 1月15日 - ファミリーマートとの協業により、ファミペイとモバイルSuicaの連携を開始[57]。